# Trichodes apiarius
Trichodes apiarius (Linnaeus, 1758) è un coleottero polifago appartenente alla famiglia Cleridae, diffuso in Europa, Asia e Nordafrica.

## Descrizione
Si tratta di piccoli coleotteri molto pelosi, con capo e protorace nero-bluastri e brillanti. Le elitre sono di un rosso vivo a bande nere, ed hanno forma tipicamente allungata (come di regola nei Cleridae) a ricoprire interamente l'addome. È possibile distinguere facilmente questa specie rispetto alla congenere Trichodes alvearius (Fabricius, 1792) per la presenza di una banda nera terminale in prossimità dell'apice delle elitre.

## Biologia
Gli adulti depongono le uova nei nidi di api (da cui l'epiteto specifico "apiarius") appartenenti ai generi Osmia e Megachile. Quando le larve si sviluppano all'interno dell'alveare, attaccano gli stadi larvali e le ninfe delle loro vittime.
Gli adulti crescono fino ad una lunghezza di 9-16 millimetri e si possono rinvenire da maggio a giugno principalmente sui fiori delle Apiaceae, da cui suggono il polline. Tuttavia, essi integrano la dieta con piccoli insetti (spesso altri coleotteri) che cacciano attivamente.

## Distribuzione e habitat
Questi coleotteri si trovano in gran parte d'Europa, dalla Spagna alla Russia centrale, e sono inoltre presenti nel Paleartico orientale e nel Nordafrica.